# Daniel Gillies
Daniel Joshua Gillies (Winnipeg, 14 marzo 1976) è un attore e regista canadese naturalizzato neozelandese, noto per l'interpretazione di Elijah Mikaelson nella serie televisiva The Vampire Diaries e The Originals, del dottor Joel Goran nella serie televisiva Saving Hope e di Nate Massey in SEAL Team.

## Biografia
Nato in Canada ma cresciuto in Nuova Zelanda, dove gira uno spot pubblicitario per Instant Kiwi, comincia la sua carriera di attore presso l'Auckland Theatre Company. A causa delle scarse opportunità lavorative, Daniel, lascia la Nuova Zelanda nel 2001 per potersi trasferire a Sydney in Australia, dove resta per sei settimane. Successivamente, tenta la fortuna tornando in Canada, nella sua città nativa, dove trova lavoro come cameriere e lavapiatti. Infine, lascia il Canada recandosi a Los Angeles, città in cui ha la possibilità di emergere debuttando sugli schermi con la serie televisiva Street Legal, dove ha interpretato Tim O'Connor (2000-2002).
Ha impersonato John Jameson nel film Spider-Man 2 accanto a Kirsten Dunst e Tobey Maguire, inoltre ha recitato nella commedia Matrimoni e pregiudizi e nell'horror Captivity.
Nel 2010 entra nel cast di The Vampire Diaries. Nel 2012 recita nel film, da lui diretto, Broken Kingdom, insieme alla ex moglie Rachael Leigh Cook. Nel 2013 fa parte del cast di The Originals, spin-off di The Vampire Diaries, interpretando sempre il ruolo di Elijah Mikaelson.

## Vita privata
Daniel cresce in una famiglia legata all'ambiente medico, ma nonostante ciò mostra particolare interesse per la recitazione. Si diploma, infatti, alla Unitec School of Performing Arts. Dal 2004 Gillies è sposato con l'attrice Rachael Leigh Cook. Il 29 settembre 2013 diventano genitori di una bambina, Charlotte Easton Gillies.
Nell'aprile 2015 è nato il secondo figlio, Theodore Vigo Sullivan Gillies. A Giugno 2019 annuncia tramite social la separazione dalla moglie dopo 14 anni di matrimonio.

## Filmografia

### Cinema
- Cuore di soldato (A Soldier's Sweetheart), regia di Thomas Michael Donnelly (1998)
- No One Can Hear You, regia di John Laing (2001)
- Various Positions, regia di Ori Kowarsky (2002)
- Spider-Man 2, regia di Sam Raimi (2004)
- Trespassing, regia di James Merendino (2004)
- Matrimoni e pregiudizi (Bride & Prejudice), regia di Gurinder Chadha (2004)
- The Sensation of Sight, regia di Aaron J. Wiederspahn (2006)
- Captivity, regia di Roland Joffé (2007)
- Matters of Life and Death, regia di Joseph Mazzello – cortometraggio (2007)
- Uncross the Stars, regia di Kenny Golde (2008)
- Broken Kingdom , regia di Daniel Gillies (2012)
- Occupation: Rainfall, regia di Luke Sparke (2020)
- Viaggio nell'incubo (Coming Home in the Dark), regia di James Ashcroft (2021)

### Televisione
- Young Hercules – serie TV, episodio 1x35 (1999)
- Cleopatra 2525 – serie TV, episodio 1x04 (2000)
- Street Legal – serie TV (2000-2002)
- Mentors – serie TV, episodio 4x10 (2002)
- Jeremiah – serie TV, episodio 1x01 (2002)
- La regina delle nevi (Snow Queen), regia di David Wu - film TV (2002)
- Into the West – miniserie TV, episodio 1x04 (2005)
- Masters of Horror – serie TV, episodio 2x13 (2007)
- The Glades – serie TV, episodio 1x06 (2010)
- True Blood – serie TV, episodio 3x10 (2010)
- NCIS - Unità anticrimine (NCIS) – serie TV, episodio 8x04 (2010)
- The Vampire Diaries – serie TV, 23 episodi (2010-2014)
- Saving Hope – serie TV, 47 episodi (2012-2015)
- The Originals – serie TV, 92 episodi (2013-2018)
- SEAL Team – serie TV, 2 episodi (2017)
- The Lost Wife of Robert Dust, regia di Yves Simoneau – film TV (2017)
- Virgin River - serie TV (2019-in corso)

## Doppiatori italiani
Nelle versioni italiane delle opere in cui ha recitato, Daniel Gillies viene doppiato da:
- Guido Di Naccio in The Vampire Diaries, The Originals
- Francesco Bulckaen in NCIS: Unità anticrimine
- Fabrizio Manfredi in Nessuno può sentirti
- Edoardo Stoppacciaro in Uncross the Stars
- Simone D'Andrea in Masters of Horror
- Massimo De Ambrosis in Spider-Man 2
- Francesco Pezzulli in Saving Hope
- Giorgio Borghetti in The Glades
- Fabio Boccanera in Captivity
- Fabio Gervasi in Viaggio nell'incubo - Coming Home in the Dark